# Georges Maton
Georges Maton, född 26 oktober 1913 i Lille, död 6 juli 1998 i Val-de-Marne, var en fransk tävlingscyklist.
Maton blev olympisk bronsmedaljör i tandem vid sommarspelen 1936 i Berlin.